# Josef Ludwig de Armansperg
Josef Ludwig von Armansperg, conde de Armansperg (en griego: Κόμης Ιωσήφ Λουδοβίκος Άρμανσμπεργκ, Niederbayern, 28 de febrero de 1787-Múnich, 3 de abril de 1853) fue un político germano-griego que ejerció como primer ministro de Grecia entre el 1 de junio de 1835 y el 14 de febrero de 1837.

## Biografía
Ocupó los cargos de ministro de Interior y de Hacienda (1826-1828) así como el de Relaciones Públicas (1828-1831) bajo el rey Luis I de Baviera, en el gobierno bávaro. Se le consideraba un monárquico liberal y un conservador económicamente. Fue también partidario de la Unión Aduanera de Alemania.
Cuando el trono de Grecia fue ofrecido a Otón -segundo hijo del soberano de Baviera en el año 1832-, Armansperg fue designado para acompañar al nuevo rey de Grecia. Luis I lo nombró presidente del Consejo de Regencia junto con otros de regentes Carl Wilhelm von Heideck y Georg Ludwig von Maurer además de un secretario: Karl von Abel.
En 1837 Von Armansperg fue despedido de su ocupación de primer ministro de Grecia por desavenencias con Otón I de Grecia y volvió a su residencia de Schloss Egg cerca de Deggendorf en la Baja Baviera. Falleció en 1853 en Múnich.
| Predecesor: Ioannis Kolettis | Primer ministro de Grecia 1835 - 1837 | Sucesor: Ignaz von Rundhart |